# Tirosin-chinasi
Le tirosin-chinasi (conosciute anche come tirosinchinasi) sono enzimi che trasferiscono un gruppo fosfato da un ATP a una proteina in una cellula. Esse fungono da interruttori "acceso/spento" in molte funzioni cellulari. Le tironsin-chinasi appartengono alla classe delle protein-chinasi. Le tironsin-chinasi possono essere recettoriali (recettori tirosin-chinasici) o non recettoriali.